# 仁川弥鄒忽警察署
仁川弥鄒忽警察署（インチョンミチュホルけいさつしょ）は、仁川地方警察庁所管の警察署である。

## 管轄区域
- 弥鄒忽区

## 沿革
- 1949年8月1日 - 東仁川警察署として開署。
- 1950年10月1日 - 庁舎移転。
- 1973年7月1日 - 仁川東部警察署に改称。
- 1982年11月5日 - 現在の庁舎が竣工。
- 1987年9月3日 - 南部警察署（現在の仁川南洞警察署）開署に伴い管轄区域を変更。
- 1991年7月30日 - 東部警察署に改称。
- 2001年12月27日 - 仁川東部警察署に戻す。
- 2006年12月4日　- 仁川南部警察署に改称。
- 2018年7月1日 - 仁川弥鄒忽警察署に改称

## 組織
- 警務課
- 生活安全課
- 警備交通課
- 刑事課
- 捜査課
- 情報保安課
- 女性青少年課

## 管轄地区隊
- 鶴洞地区隊
- 崇義地区隊
- 道禾地区隊
- 朱安地区隊
- 朱安駅地区隊
- 文鶴地区隊

## 管轄派出所
- 石岩派出所
- 龍五派出所
- 朱安2派出所